# Ken Rothman

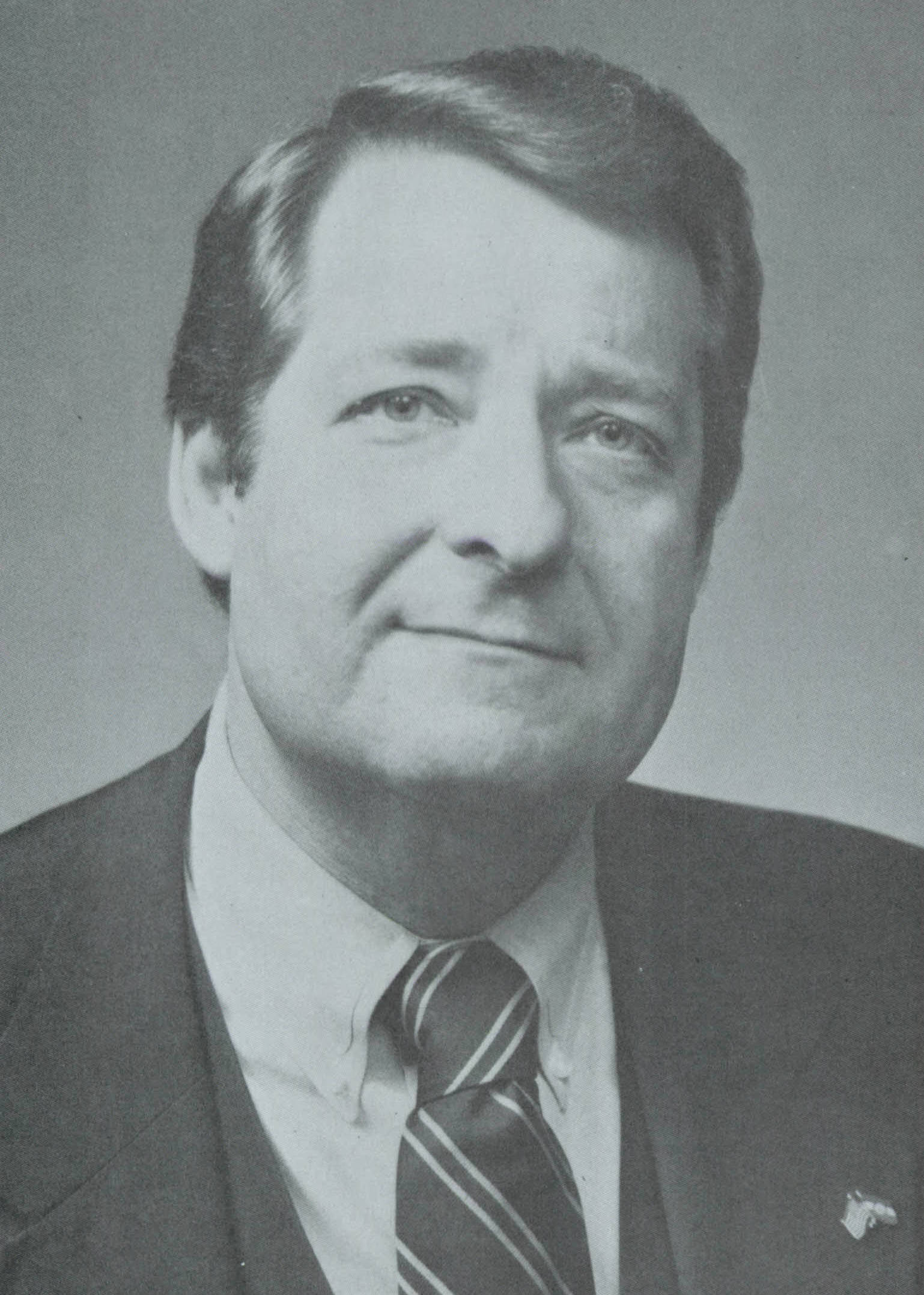
Ken Rothman (1981)

Kenneth J. Rothman (* 11. Oktober 1935 in St. Louis, Missouri; † 26. April 2019 ebenda) war ein US-amerikanischer Politiker. Zwischen 1981 und 1985 war er Vizegouverneur des Bundesstaates Missouri.

## Leben
Ken Rothman besuchte die öffentlichen Schulen seiner Heimat. Danach studierte er an der Washington University in St. Louis Geschichte und politische Wissenschaften. Nach einem anschließenden Jurastudium an derselben Universität und seiner Zulassung als Rechtsanwalt arbeitete er zunächst als Staatsanwalt und dann als Rechtsanwalt. Zwischen 1953 und 1962 gehörte er außerdem einer Staffel der Air National Guard an. Politisch schloss er sich der Demokratischen Partei an. Zwischen 1962 und 1980 saß er als Abgeordneter im Repräsentantenhaus von Missouri. Seit 1977 war er als Nachfolger von Richard J. Rabbitt dessen Präsident. Zuvor leitete er von 1973 bis 1977 die demokratische Fraktion.
1980 wurde Rothman zum Vizegouverneur von Missouri gewählt. Dieses Amt bekleidete er zwischen dem 12. Januar 1981 und dem 14. Januar 1985. Dabei war er Stellvertreter des republikanischen Gouverneurs Kit Bond und Vorsitzender des Staatssenats. Im Jahr 1984 bewarb er sich erfolglos um das Amt des Gouverneurs. Nach seiner Zeit als Vizegouverneur praktizierte er wieder als Anwalt und war zuletzt für die Kanzlei Capes, Sokol, Goodman and Sarachan PC tätig. Seine Ex-Frau Geri Rothman-Serot war 1992 die demokratische Kandidatin für die Wahl zum US-Senat, unterlag aber Kit Bond.